# Diptychis
Diptychis är ett släkte av fjärilar. Diptychis ingår i familjen mätare.
Kladogram enligt Catalogue of Life:
| Diptychis | \| \| Diptychis geometrina \| \| \| \| \| \| Diptychis meraca \| \| \| \| |
|           | \| \| Diptychis geometrina \| \| \| \| \| \| Diptychis meraca \| \| \| \| |
|           | Diptychis geometrina                                                      |
|           |                                                                           |
|           | Diptychis meraca                                                          |
|           |                                                                           |

## Bildgalleri

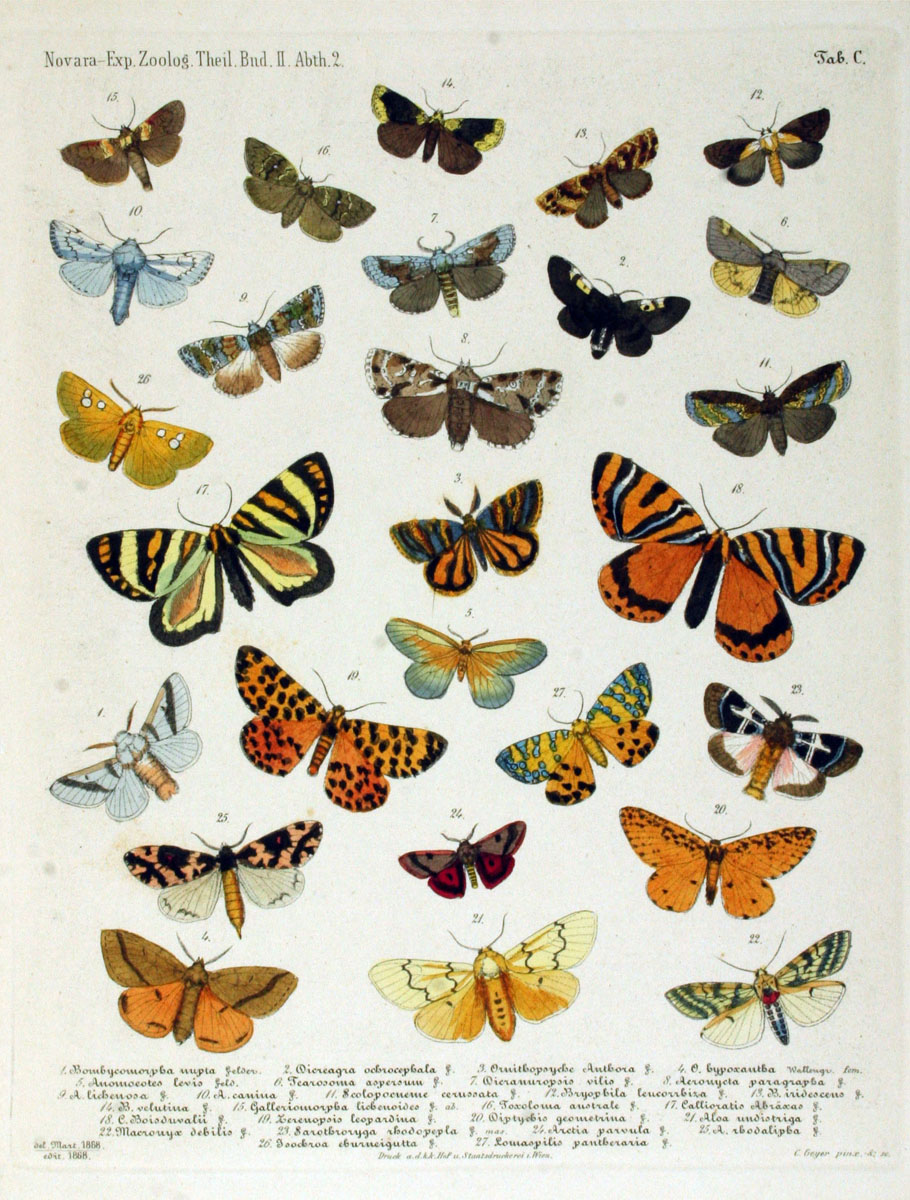